# Фицджеральд, Джеймс, 1-й герцог Лейнстер
Генерал-лейтенант Джеймс Фитцджеральд (англ. James FitzGerald, 1st Duke of Leinster; 29 мая 1722 — 19 ноября 1773, Ленстер-хаус) — ирландский аристократ, военный и политик, 1-й герцог Лейнстер (1766—1773), пэр Ирландии. С 1722 по 1744 год был известен как лорд Оффали, с 1744 по 1761 год — граф Килдэр, с 1761 по 1766 год — маркиз Килдэр.

## Биография
Сын Роберта Фицджеральда, 19-го графа Килдэра (1675—1743), и леди Мэри, дочери Уильяма О’Брайена, 3-го графа Инчикуина.
Джеймс Фицджеральд был депутатом Ирландской палаты общин от округа Атай (1741—1744). 20 февраля 1744 года после смерти своего отца он стал 20-м графом Килдэр и 6-м бароном Оффали, унаследовав имения, замки и титулы графов Килдэр. В 1746 году он был избран членом Тайного Совета Ирландии. В 1747 году Джеймс Фицджеральд получил титулы виконта Лейнстера из Таплоу в графстве Бакингемшир и стал пэром Великобритании, заняв своё место в Палате лордов Великобритании. В 1749—1755 годах Джеймс Фицджеральд был лидером народной партии Ирландии, занимал пост главного мастера боеприпасов Ирландии в 1758—1766 годах. В 1756—1757 годах занимал должности вице-регента Ирландии и лорда-судьи Ирландии. В 1760 году он получил звание полковника королевской ирландской артиллерии. В 1761 году Джеймс Фицджеральд получил звание генерал-майора и был назначен на должность губернатора графства Килдэр. В 1770 году получил чин генерал-лейтенанта.
3 марта 1761 года Джеймс Фицджеральд получил титулы 1-го графа Оффали и 1-го маркиза Килдэра (пэрство Ирландии), а 26 ноября 1766 года ему был пожалован титул 1-го герцога Лейнстера (пэрство Ирландии). Таким образом, Джеймс Фицджеральд стал первым герцогом, маркизом и графом в системе Пэрства Ирландии.

## Семья
7 февраля 1747 года в Лондоне Джеймс Фицджеральд женился на 15-летней леди Эмили Леннокс (6 октября 1731 — 27 марта 1814), четвёртой дочери Чарльза Леннокса, 2-го герцога Ричмонда (1701—1750), и леди Сары Кадоган (1705—1751). Она вела своё происхождение от короля Англии, Шотландии и Ирландии Карла II Стюарта. У супругов было девятнадцать детей:
- Джордж Фицджеральд, граф Оффали (15 января 1748 — 26 сентября 1765)
- Уильям Фицджеральд, 2-й герцог Лейнстер (12 марта 1749 — 20 октября 1804)
- леди Кэролайн Фицджеральд (1750—1754)
- леди Эмили Мэри Фицджеральд (15 марта 1751 — 8 апреля 1818), муж с 1774 года Чарльз Кут, 1-й граф Белломонт[англ.] (1736—1800). У пары было пятеро детей.
- леди Генриетта Фицджеральд (1753—1763)
- леди Кэролайн Фицджеральд (род. и ум. в 1755 году)
- Чарльз Фицджеральд, 1-й Барон Лекал[англ.] (30 июня 1756 — 30 июня 1810), контр-адмирал, был дважды женат и имел двух детей
- леди Шарлотта Мария Гертруда Фицджеральд[англ.] (29 мая 1758 — 13 сентября 1836), замужем за Джозефом Страттом (1758—1845). В 1821 году получила титул 1-й баронессы Рэлей.
- леди Луиза Бриджет Фицджеральд (1760—1765)
- лорд Генри Фицджеральд[англ.] (30 июля 1761 — 8 июля 1829), генерал-полковник. Был женат с 1791 года на Шарлотте Бойл (1769—1831), шесть детей.
- леди София Сара Мэри Фицджеральд (1762 — 21 марта 1845), не замужем и без детей.
- лорд Эдвард Фицджеральд (15 октября 1763 — 4 июня 1798)
- лорд Роберт Стивен Фицджеральд (1765 — 2 января 1833), дипломат. Был женат с 1792 года на Софии Шарлотте Филдинг (ум. 1834), пять детей.
- лорд Джеральд Фицджеральд (январь 1766—1788). Утонул, спрыгнув с корабля, на котором служил.
- лорд Август Фицджеральд (1767—1771)
- леди Фанни Фицджеральд (1770—1775)
- леди Люси Энн Фицджеральд (1771—1851), принимала участие в Ирландском восстании 1798 года. Она была замужем за адмиралом сэром Томасом Фоли (1757—1833), который служил под командованием лорда Нельсона. У них не было детей.
- леди Луиза Фицджеральд (1772—1776).
- лорд Джордж Саймон Фицджеральд (16 апреля 1773 — 1783). Был признан как сын лорда Килдэра, но на самом деле его биологическим отцом был Уильям Огилви.

51-летний Джеймс Фицджеральд, 1-й герцог Лейнстер, скончался 19 ноября 1773 года в Ленстер-хаусе в Дублине. Он был похоронен в церкви Крайст-чёрч в Дублине. Ему наследовал его второй сын, Уильям Роберт Фицджеральд, маркиз Килдэр. Вдова герцога в 1774 году вышла замуж за своего возлюбленного Уильяма Огилви (1740—1832), но продолжала именоваться герцогиней Лейнстер. У неё было ещё трое детей. Она умерла в Лондоне в марте 1814 года в возрасте 82 лет.

## Массовая культура
В 1999 году канал Би-би-си снял популярный телевизионный сериал «Аристократы». Роль Джеймса Фицджеральда в нём сыграл британский актёр Бен Дэниелс.